# Classe Doha
La classe Doha, o classe Al Zubarah, è una classe di 4 corvette costruite da Fincantieri per la marina del Qatar.

## Sviluppo
Il contratto tra Qatar e Fincantieri per la fornitura di 4 corvette alla Al-Bahriyya al-Qatariyya, dal valore complessivo di 4 miliardi e che comprende anche due pattugliatori d'altura e una Landing Platform Dock, è stato firmato il 16 giugno 2016. La costruzione della prima unità è iniziata nel luglio 2018 presso il cantiere navale del Muggiano. Le nuove corvette sono state presentate al pubblico al salone DIMDEX di Doha del 2018.
La prima unità della classe è stata impostata nel novembre 2018, è stata varata il 27 febbraio 2020 ed è stata consegnata alla marina qatariota il 28 ottobre 2021. La seconda e la terza unità sono state varate, rispettivamente, il 13 febbraio e il 30 settembre 2021. L'ultima unità della classe è stata varata il 29 marzo 2022 ed è stata consegnata il 16 maggio 2023.

## Caratteristiche
Le unità della classe Doha possono svolgere diverse missioni tra cui pattuglia, scorta e combattimento, sono lunghe circa 107 metri, larghe 14,7 e hanno un dislocamento di circa 3 250 t. Sono propulse da un sistema CODAD con 4 motori diesel MAN 22/38D collegati a due eliche a passo variabile e sono in grado di raggiungere la velocità massima di 28 nodi.
L'equipaggio è costituito da 98 persone a cui possono aggiungersene altre 14, per un totale di 112 membri dell'equipaggio. Le corvette sono dotate di un ponte di volo e un hangar che possono ospitare un elicottero multiruolo NH90 e possono trasportare anche vari RHIB, imbarcati tramite una gru laterale e una rampa a poppa.
Le navi sono armate con un cannone Otobreda 76/62 Super Rapido, due cannoni Marlin 30 da 30 mm, un lanciatore di missili antiaerei a corto raggio RIM-116 Rolling Airframe Missile da 21 missili posizionato sopra l'hangar, due sistemi di lancio verticale Sylver A-50 con un totale di 16 container per missili antiaerei a medio raggio Aster 30 e 8 missili antinave Exocet MM40 Block III.
Le unità sono dotate di un Combat Management System ATHENA, un radar multifunzione KRONOS Grand Naval e un sonar antimine Thesan, tutti prodotti da Leonardo. Il CMS gestisce una suite di comunicazione, che include un Tactical Data Link e comunicazioni satellitari, e una suite di sensori, che include il radar KRONOS e il sistema Identification friend or foe, una suite Infra-red search and track, che include due SASS prodotti da Leonardo, e una suite di contromisure elettroniche prodotta da Elettronica. Il Fire Control Radar del cannone 76/62 SR è un NA-30S MK2 prodotto da Leonardo mentre i cannoni da 30 mm sono controllati da un sistema di puntamento elettrottico Medusa MK4B ciascuno. I sistemi difensivi delle navi sono costituiti da 4 lanciatori di decoy Sylena e da alcuni lanciatori di decoy anti-siluro posizionati lungo i fianchi.

## Unità
| Matricola | Nome       | Impostazione     | Varo              | Entrata in servizio |
| --------- | ---------- | ---------------- | ----------------- | ------------------- |
| F101      | Al Zubarah | 27 novembre 2018 | 27 febbraio 2020  | 28 ottobre 2021     |
| F102      | Damsah     |                  | 13 febbraio 2021  | 28 aprile 2022      |
| F103      | Al Khor    |                  | 30 settembre 2021 | 22 dicembre 2022    |
| F104      | Semaisma   | 13 febbraio 2021 | 29 marzo 2022     | 16 maggio 2023      |